# Dan O'Herlihy
Dan O'Herlihy (Wexford, Irlanda, 1 de maig de 1919 − Malibú, Califòrnia, Estats Units, 17 de febrer de 2005) va ser un actor irlandès.

## Biografia
Nascut a Wexford, Irlanda, la seva família es va mudar a Dublín quan era un nen. Va estudiar en el Christian Brothers College de Dún Laoghaire i en la University College Dublin, graduant-se el 1944 amb un títol d'arquitectura.
O'Herlihy va debutar a Hungry Hill i al film de Carol Reed Odd Man Out. El seu primer paper cinematogràfic als Estats Units va ser el de Macduff a la pel·lícula d'Orson Welles Macbeth (1948). El 1952 va protagonitzar Invasion U.S.A., i el 1954 el film de Luis Buñuel Robinson Crusoe, que li va valer una nominació a l'Oscar al millor actor (Marlon Brando el va guanyar per La llei del silenci).
O'Herlihy va treballar posteriorment a The Young Land encarnant el Jutge Millard Isham. Altres pel·lícules en què va participar van ser Punt límit (1964, com el General Black), The Big Cube i 100 Rifles, Waterloo (1970, en el paper de Michel Ney), Halloween III: Season of the Witch, The Last Starfighter (1984, com Grig), The Whoopee Boys, Els dublinesos (1987, de John Huston), i RoboCop i la seva seqüela RoboCop 2.
També va tenir una extensa carrera televisiva, participant en xous com la sèrie d'antologia de la Columbia Broadcasting System The DuPont Show with June Allyson, o a Target: The Corruptors! (de la ABC), i L'agent de CIPOL (episodi The Yo-Ho-Ho and a Bottle of Rum Affair).
El 1963-64 va actuar en la sèrie western The Travels of Jaimie McPheeters, al costat de Kurt Russell. En el xou d'ABC The Long, Hot Summer, O'Herlihy va ser l'actor principal, reemplaçant a Edmond O'Brien a la meitat de l'única temporada del programa. El 1966 va participar en l'episodi "Have You Seen the Aurora Borealis?", de la sèrie western de la NBC The Road West, protagonitzada per Barry Sullivan. El 1974, i per a la televisió britànica, va ser el Coronel Max Dodd en el drama de la BBC Colditz. A la segona part de l'episodi de Battlestar Galactica (1978) "Gun on Ice Planet Zero" va ser el Dr. Ravishol. O'Herlihy també va encarnar Andrew Packard en la sèrie de culte Twin Peaks, i en el lliurament "Deep Freeze" de Batman: la sèrie animada va donar veu a Grant Walker. En 1998 O'Herlihy va actuar al seu últim film, 'The Rat Pack', interpretant a Joseph P. Kennedy.
Dan O'Herlihy es va casar amb Elsie Bennett el 1945. Era germà del director Michael O'Herlihy (1928-1997) i pare de l'actor Gavan O'Herlihy, de l'artista visual Olwen O'Herlihy, i de l'arquitecte Lorcan O'Herlihy. A més va ser avi de Cian Dowling, Colin O'Herlihy Micaela O'Herlihy i Eilis O'Herlihy.
Dan O'Herlihy va morir per causes naturals a Malibú (Califòrnia), el 2005. Tenia 85 anys. Va ser enterrat al Cementiri Prospect Grave Yard de Gorey, Irlanda. Els seus documents personals es custodien en la University College Dublin.

## Filmografia
- 1947: Hungry Hill: Harry Broderick
- 1947: Llarga és la nit (Odd Man Out): Nolan
- 1948: Larceny: Duke
- 1948: Macbeth: Macduff
- 1948: Kidnapped: Alan Breck
- 1950: The Iroquois Trail: Tinent Blakely
- 1951: The Highwayman: Robin
- 1951: The Blue Veil, de Curtis Bernhardt: Hugh Williams
- 1952: At sword's point: Aramis
- 1952: Actor's and Sin: Alfred O'Shea / Narrador
- 1952: Operation Secret: Dncan
- 1952: Invasion U.S.A.: Mr. Ohman
- 1953: Sword of Venus: Danglars
- 1954: Robinson Crusoe: Robinson Crusoe
- 1954: The Black Shield of Falworth: Príncep Hal de Galles
- 1954: Bengal Brigade: Capità Ronald Blaine
- 1955: The Purple Mask: Brisquet
- 1955: The Virgin Queen: Lord Derry
- 1957: That Woman Opposite: Dermot Kinross
- 1958: Home Before Dark: Arnold Bronn
- 1959: Imitació de la vida (Imitation of Life): David Edwards
- 1959: The Young Land: Jutge Millard Isham
- 1960: Els guerrers de la nit (A Terrible Beauty): Don McGinnis
- 1960: One Foot in Hell: Harry Ivers
- 1960: The Untouchables (TV)
- 1961: King of the Roaring 20's - The Story of Arnold Rothstein: Phil Butler
- 1962: The Cabinet of Caligari: Caligari / Paul
- 1963: The Travels of Jaimie McPheeters (sèrie TV): Doc' Sardius McPheeters (1963-1964)
- 1964: The Presidency: A Splendid Misery (TV)
- 1964: Punt límit (Fail-Safe): General de brigada Warren A. Black
- 1965: The Long, Hot Summer (sèrie TV): 'Boss' Will Varner #2 (1966)
- 1969: 100 Rifles: Steven Grimes, Southern Pacific Railroad Rep.
- 1969: The Big Cube: Charles Winthrop
- 1970: Waterloo: Marshal Michel Ney
- 1972: The People (TV): Sol Diemus
- 1972: Diagnòstic: assassinat (The Carey Treatment): J.D. Randall
- 1974: QB VII (fulletó TV): David Shawcross
- 1974: Top Secret: Fergus Stephenson
- 1974: Jennie: Lady Randolph Churchill (fulletó TV): Leonard Jerome
- 1976: The Quest: The Longest Drive (TV): Mathew Hatcher
- 1976: Banjo Hackett: Rovamin' Free (TV): Tip Conaker
- 1977: Good Against Evil (TV): Pare Kemschler
- 1977: MacArthur: President Franklin D. Roosevelt
- 1977: Deadly Game (TV): Coronel Edward Stryker
- 1979: A Man Called Sloane (sèrie TV): El director
- 1979: Mark Twain: Beneath the Laughter (TV): Mark Twain
- 1981: Artemis 81 (TV): Dr. Albrecht Von Drachenfels
- 1981: Death Ray 2000 (TV): El director
- 1982: Nancy Astor (fulletó TV): Chiswell 'Chillie' Langhorne
- 1982: Halloween III: Season of the Witch: Conal Cochran
- 1983: The Last Day (TV)
- 1984: El guerrer de les galàxies (The Last Starfighter): Grig
- 1984: The Secret Servant (sèrie TV): Professor John Tyler
- 1983: Whiz Kids (sèrie TV): Carson Marsh (1984)
- 1986: The Whoopee Boys: Jutge Sternhill
- 1986: Dark Mansions (TV): Alexander Drake
- 1987: RoboCop: L'home vell
- 1987: Els dublinesos (The Dead): Mr. Browne
- 1988: A Waltz Through the Hills (TV): Oncle Tom
- 1990 i 1991: Twin Peaks (TV): Andrew Packard
- 1990: RoboCop 2: The Old Man
- 1991: The Pirates of Dark Water (sèrie TV): veu
- 1993: Love, Cheat & Steal (TV): Hamilton Fisk
- 1998: The Rat Pack (TV): Joe Kennedy

## Premis i nominacions

### Nominacions
- 1955. Oscar al millor actor per Robinson Crusoe